# Azoyú
Azoyú es una localidad mexicana y cabecera del municipio de Azoyú, perteneciente al Estado de Guerrero, siendo la localidad más poblada . En 2010 contaba con 4 211 habitantes.

## Población
Según el último conteo del INEGI la localidad contaba hasta el 2010 con 4 211 habitantes, de los cuales 2,019 son hombres y 2,192 son mujeres, que representan el 29.18% del total municipal.
| Población de Azoyú |       |
| 2005               | 4,088 |
| 2010               | 4,211 |